# 訃報 1991年7月
訃報 1991年7月（ふほう 1991ねん7がつ）では、1991年（平成3年）7月中に物故した、又は物故が報じられた人物についてまとめる。

## （1日 - 15日）

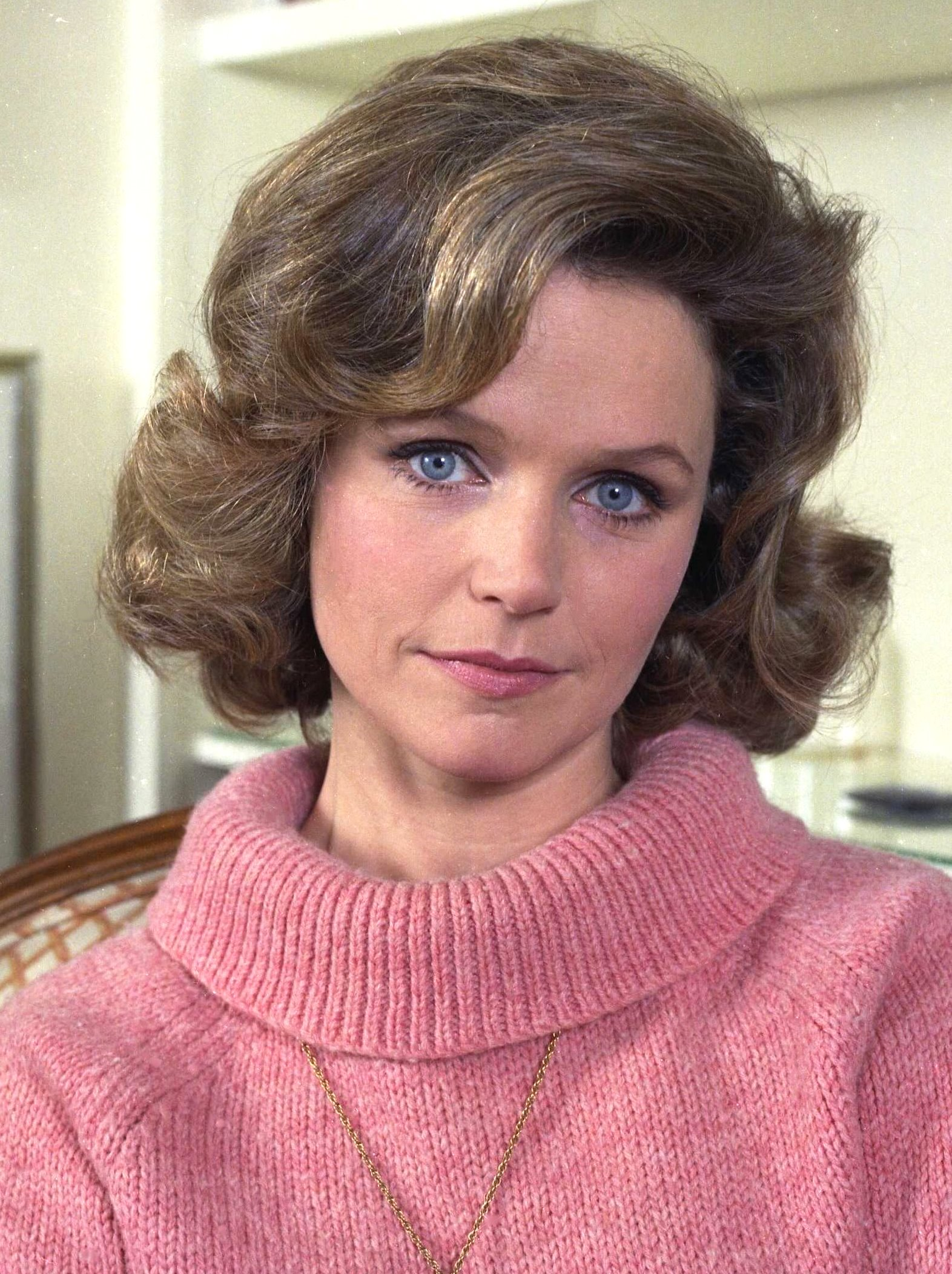
リー・レミック / 7月2日没

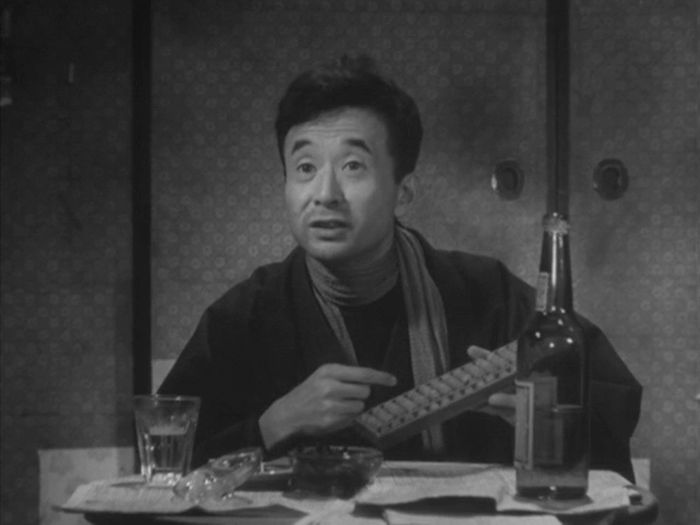
中村伸郎 / 7月5日没

- 7月2日 - リー・レミック、女優（* 1935年）
- 7月5日 - 中村伸郎、俳優（* 1908年）
- 7月11日 - 五十嵐一、イスラム研究者・筑波大助教授（* 1947年）
- 7月11日 - 河合勝巳、編集技師（* 1929年）
- 7月13日 - 八城一夫、ジャズ・ピアニスト（* 1930年）
- 7月14日 - 中畑義愛、元電通代表取締役社長（* 1910年）
- 7月15日 - 永川英植、元プロ野球選手（* 1956年）

## （16日 - 31日）

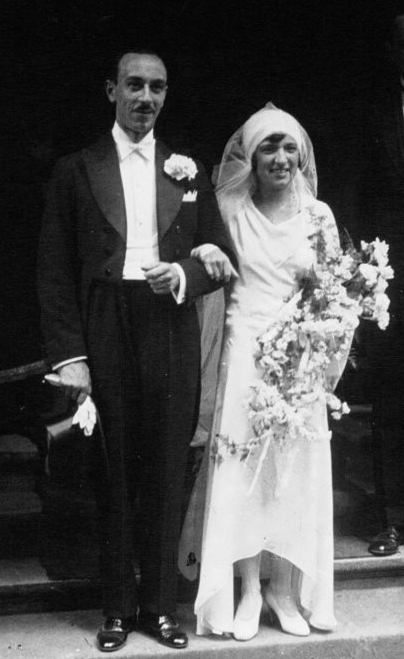
ピエール・ブリュネ（左） / 7月27日没

- 7月21日 - ポール・ワーウィック、レーシングドライバー  (* 1969年)
- 7月23日 - 藤岡重慶、俳優（* 1933年）
- 7月24日 - アイザック・バシェヴィス・シンガー、小説家（* 1903年）
- 7月27日 - ピエール・ブリュネ、フィギュアスケート選手（* 1902年）
- 7月30日 - 吉田光邦、科学史家（* 1921年）